# いちえ
いちえ（1993年8月10日 - ）は、日本の女優。
大阪府出身。MC企画所属。

## 来歴
1997年から2007年までアカデミー児童劇団に所属していた。
大阪樟蔭女子高等学校（2011年3月卒業）
大阪樟蔭女子大学 健康栄養学部 管理栄養学科 管理栄養士専攻（2015年3月卒業）

## 出演

### テレビドラマ
- 経世済民の男・小林一三 〜夢とそろばん〜（2015年、NHK）
- 連続テレビ小説（NHK）
  - べっぴんさん（2016年）麗子 役
  - まんぷく （2019年）小倉純 役
  - おちょやん（2020年）西脇真由美 役
  - 舞いあがれ!（2023年）風間初美 役
  - おむすび（2025年）西原一花 役
- 六畳間のピアノマン（2021年、NHK）夏野泰造（段田安則）の部下 役
- 旅屋おかえり （2023年、BSプレミアム） 澄子 役
- ながたんと青と-いちかの料理帖  (2023年、WOWOW)料理人  恭子  役
- 島根発地域ドラマ「島根マルチバース伝[2]」（2024年、NHK総合）由美 役

### その他のテレビ出演
- 大矢真那の“まさナビ” （2018年5月～、テレビ埼玉） レギュラー

### 舞台
- 笑う門には福来たる 〜女興行師 吉本せい〜（2016年11月、大阪松竹座）
- おもろい女 （2017年、3月中日劇場）中止（2017年、4月新歌舞伎座）中止
- 笑う門には福来たる 〜女興行師 吉本せい〜 （2019年5月、大阪松竹座）（2019年7月、新橋演舞場）
- 喜劇 道頓堀ものがたり（2019年10月、南座）
- 恋の法善寺横丁 （2020年3月、大阪新歌舞伎座）中止
- おあきと春団治〜お姉ちゃんにまかしとき〜（2021年5月、6月大阪松竹座）中止
- おあきと春団治〜お姉ちゃんにまかしとき〜（2021年7月、新橋演舞場）
- 『前川清・藤山直美公演』～恋の法善寺横丁～（2022年1月、大阪新歌舞伎座）（2022年2月～3月、明治座）（2023年1月、御園座）
- 松尾波儔江 三十三回忌追善『泣いたらあかん』（2023年5月～6月、大阪新歌舞伎座）（2023年7月、博多座）
- 錦秋喜劇特別公演『祇園小唄』『大阪ぎらい物語』（2023年10月、南座）
- 新歌舞伎座開場65周年記念「だいこん役者」（2024年6月、大阪新歌舞伎座）
- 七夕喜劇まつり（2024年7月、新橋演舞場)
- 錦秋喜劇特別公演『太夫（こったい）さん』（2024年10月、南座）

### ゲーム
- ビーナスイレブンびびっど！ - 九頭竜いぶき、揉山ほぐみ、大江はるの 役

### Web CM
- すぐスール.com　(2017年)[3]

### テレビ CM
- 徳島製粉 金ちゃん鍋煮込みうどん （2014年）
- 広島ガス [4話アテレコ]（2017年）[4]
- モノタロウ （2018年）[5]
- Google 気軽に行けるフレンチ編（2019年）

### ナレーション
- ミュージックフェスティバル チームラボジャングル 昼フェス　CM（2016年）[6]